# 遵道镇
遵道镇，是中华人民共和国四川省德阳市绵竹市曾经下辖的一个镇。2019年12月，撤销遵道镇，将其所属行政区域划归九龙镇管辖。

## 行政区划
遵道镇撤销前下辖以下地区：
遵文社区、文凤村、黄金村、双土村、保水村、双泉村、秦家坎村、马跪村、高安村、太平村和棚花村。